# Lithocarpus macphailii
Lithocarpus macphailii ist eine in Südostasien vorkommende Baumart aus der Familie der Buchengewächse (Fagaceae).

## Merkmale
Lithocarpus macphailii ist ein immergrüner Baum.
Der Fruchtbecher (Cupula) ist topfförmig. Sie umschließt die Nuss zu vier Fünfteln. An der Oberfläche sind zwei bis sechs deutliche horizontale, fadenförmige Linien zu erkennen.
Blüte und Fruchtreife erfolgen im Juli und August.

## Verbreitung und Standorte
Die Art kommt in Thailand, Malaysia (Kalimantan) und Indonesien vor. Sie wächst in tropischen immergrünen Tieflandwäldern in 100 bis 250 m Seehöhe.

## Systematik
Murray Ross Henderson beschrieb die Art 1930 unter dem Taxon Pasania macphailii.
Euphemia Cowan Barnett ordnete 1945 die Art mit dem heute gültigen Taxon Lithocarpus macphailii in die Gattung Lithocarpus ein.

## Belege
- Chamlong Phengklai: A synoptic account of the Fagaceae of Thailand. Thai Forest Bulletin 2006, Band 34, S. 53–175. ISSN 0495-3843